# Jean-Louis Bruguès
Jean-Louis Bruguès O.P. (Bagnères-de-Bigorre, 22 november 1943) is een Frans geestelijke en aartsbisschop van de Rooms-Katholieke Kerk.
Bruguès trad op 29 september 1969 in bij de orde der Dominicanen. Hij werd op 22 juni 1975 priester gewijd. Op 20 maart 2000 werd hij benoemd tot bisschop van Angers; zijn bisschopswijding vond plaats op 30 april 2000.
Bruguès werd op 10 november 2007 benoemd tot secretaris van de Congregatie voor de Katholieke Opvoeding; hij werd tevens benoemd tot aartsbisschop ad personam. Op 26 juni 2012 werd hij benoemd tot archivaris van het Vaticaans Geheim Archief en bibliothecarius van de Vaticaanse Bibliotheek.
Bruguès ging op 1 september 2018 met emeritaat.
- Base de données des élites suisses: 79258
- Biblioteca Nacional de España: XX1015938
- Bibliothèque nationale de France: cb12110720c (data)
- CiNii: DA10314162
- Gemeinsame Normdatei: 1027812961
- International Standard Name Identifier: 0000 0001 1472 1739
- Library of Congress Control Number: n96080927
- Nationale Bibliotheek van Tsjechië: xx0148773
- Réseau des bibliothèques de Suisse occidentale: 02-A003049902
- Istituto Centrale per il Catalogo Unico: BVEV010933
- Système universitaire de documentation: 029491029
- Virtual International Authority File: 49256220
- WorldCat: E39PBJh8Rw9cFcXMbwGRwMyjmd